# Цвєтков Володимир Костянтинович
Володимир Костянтинович Цвєтков (народився 2 січня 1947 року в Стаханові ) — радянський військовий, полковник спецпідрозділу «Альфа» КДБ СРСР та ФСБ, ветеран Афганської війни, громадський діяч Сахалінської області  . Єдиний уродженець Сахалінської області – учасник штурму палацу Аміна  .

## Біографія

### Початок служби
Народився 2 січня 1947 року  у місті Стаханов (Кадіївка) Ворошиловградської області УРСР у сім'ї військовослужбовця. Батько - учасник Великої Вітчизняної війни, командував танком Т-34 . Наприкінці 1943 року під містом Россош танк був підбитий німцями, а батько був поранений і евакуйований до Баку. Мати – медсестра, пішла на фронт із третього курсу медінституту; зустріла отця Володимира в евакогоспіталі в Баку  .
У віці 2 років із сім'єю переїхав на Сахалін. Закінчив у 1969 році Сахалінський державний педагогічний інститут (факультет іноземних мов), викладав англійську в школі селища Схід ( Поронайський район, Сахалінська область ). Термінову службу проходив із травня 1970 року у ракетно-зенітному дивізіоні Поронайського району. Займався спортом: фехтування, легка атлетика, стрілянина та баскетбол у школі, лижні перегони та біатлон в університеті. Як біатлоніст, Цвєтков неодноразово вигравав першість області, ставав призером змагань із Сибіру та Далекого Сходу (Майстер спорту СРСР з біатлону)  . У 1971 році Цвєтков був призначений інструктором фізичного виховання спортивного товариства «Урожай», через рік призначений викладачем кафедри фізичного виховання в Сахалінському державному педагогічному інституті.
За власними твердженнями, Володимир Цвєтков у 1969 році під впливом фільмів та книг про розвідників направив листа Юрію Андропову з проханням зарахувати його до КДБ. Наприкінці 1972 року він зустрівся з особистим і був направлений для проходження спеціальної підготовки на Вищі курси КДБ СРСР у Мінську, закінчивши їх через рік і увійшовши до складу кадрів УКДБ по Сахалінській області як оперуповноважений  . Наприкінці того ж 1972 року запрошений у роботу органів державної безпеки , закінчив Вищі курси КДБ СРСР у Мінську в 1973 році та зарахований у кадри УКДБ по Сахалінській області як оперуповноважений. Член КПРС з 1977 року, у вересні того ж року організував надмарафонський легкоатлетичний пробіг протяжністю 1000 км за участю спортивних угруповань збройних сил і силових структур.

### Афганістан
На початку 1979 року Володимир Цвєтков був відряджений до навчального центру підготовки командирів спецпідрозділів у Московській області - за офіційною версією, для забезпечення безпеки проведення Московської Олімпіади . Де-факто був включений до оперативної групи спеціального призначення «Зеніт», де велася, окрім звичайної бойової, посилена підготовка по мінно-вибуховій справі, захоплення об'єктів і персон, організації засідок та звільнення заручників. Володимир Цвєтков став провідним снайпером спецзагону  .
На початку липня загін із 38 осіб, де був Цвєтков, під командуванням Н.А.Суркова прибув у Кабул для силового сприяння дипломатичним органам у створенні представництва СРСР та наведення конституційного порядку  . У середині вересня того ж року після перевороту до влади прийшов Хафізулла Амін, а наприкінці грудня було переправлено підкріплення радянським бійцям. Керівництво здійснював А. К. Поляков . 25 грудня 1979 року відбулася операція «Шторм-333» . Володимир Цвєтков номінально входив у 1-у бойову групу під командуванням капітана Мурада Сахатова, по ходу операції очолював загін з 14 бійців (троє з «Зеніту» та два повні танкові екіпажі з «мусульманського» батальйону ГРУ)  .
Володимир Цвєтков як снайпер повинен був забезпечити захоплення двох танків на території 3-го батальйону регулярної армії Афганістану, що охороняла палац, і розгорнувши їх, вистрілити по резиденції Аміна, імітуючи озброєний заколот і давши сигнал до штурму  . Далі група мала загнати 300 озброєних солдатів у казарми і утримувати їх до кінця операції. Володимир Цвєтков зробив перші постріли у війні з автомата АКМ з глушником, вбивши двох вартових у танків. Далі він із СВД розбив галогенові прожектори, що зліпили бійців, що штурмують. В результаті штурму Володимир Цвєтков був тяжко поранений у голову - алюмінієвий уламок, порвавши ліву щіку, зупинився біля основи черепа - і в руку. Протягом восьми місяців йшла реабілітація Володимира Костянтиновича Цвєткова в туркменському госпіталі: операцію не наважувалися робити ні в Ташкенті, ні в Москві, зробивши її тільки в Южно-Сахалінську, але видаливши гланду  . Всього за всю свою службу він отримав 28 поранень  .

### Після Афганістану
Після одужання Володимир Цвєтков повернувся до роботи в Управлінні КДБ СРСР по Сахалінській області та разом із В.А.Забєліним створив спеціальну антитерористичну оперативно-бойову групу, яка займалася знешкодженням злочинців та порятунком людей. Він же займався виявленням та припиненням незаконного обігу наркотичних та психотропних засобів та зброї на території Сахалінської області, а також готував особовий склад Управління КДБ та МВС до дій у надзвичайних ситуаціях. У 1987 році взяв участь у легкоатлетичному агітаційному пробігу Оха - Южно-Сахалінськ, а в тому ж році почав займатися архівною роботою та боротьбою за реабілітацію безневинно засуджених за політичними статтями. У 1992 році взяв участь у легкоатлетичному надмарафоні "Миру" у складі збірної команди ветеранів-військовослужбовців Росії за маршрутом Москва - Барселона напередодні Олімпіади   . Через рік став одним із засновників управління податкової поліції Сахалінської області, також працював у службі безпеки нафтогазової компанії  . У відставці з 1998 року за вислугою років у званні полковника.

### Поточна діяльність
В даний час Володимир Цвєтков займається організацією спортивних подій: лижний перехід Олександрівськ-Сахалінський - Южно-Сахалінськ (2002), перший велопробіг «Вахта Пам'яті» на згадку учасників звільнення Сахаліну та Курильських островів від японців (2007). 2014 року відвідав Луганську Народну Республіку, висловивши їй свою моральну підтримку. Займає посади радника губернатора Сахалінської області, входить до Правління обласної Асоціації працівників правоохоронних органів та Громадської палати Сахалінської області. Керівник комісії з патріотичного виховання молоді Обласної ради Ветеранів війни. Один з учасників організації акції « Безсмертний полк » у Сахалінській області  .

### Родина
Дочка - Катерина (народилася в 1977 році), син - Єгор, прапорщик ФСБ, служить на Сахаліні  .

## Нагороди
- Орден Бойового Червоного Прапора (1980)
- Медаль ордену «За заслуги перед Батьківщиною» ІІ ступеня (1997)
- Медаль Жукова
- Орден «Зірка Демократичної Республіки Афганістан» ІІІ ступеня
- Медаль «Від вдячного афганського народу»
- Нагорода «Ветеран спецназу»
- Пам'ятна медаль "Патріот Росії"
- Іменна зброя
- Почесний громадянин Сахалінської області (30 березня 2016) [2]
- Інші державні, відомчі та приватні нагороди

## Літературна робота
- За мотивами спогадів Володимира Цвєткова була написана повість «Бій затих біля підірваного мосту» (автор — полковник запасу ФСБ, ветеран спецпідрозділу «Вимпел» Валерій Кисельов) [2] .
- Спільно з краєзнавцем Миколою Вишневським випустив 2015 року книгу «Щоб пам'ятати. Сахалін і Курили в долях героїв» з нарисами про 121 Герой Радянського Союзу та 19 кавалерів ордена Слави трьох ступенів [2] .